# Iván Taranenko
Iván Andreevich Taranenko (en ruso: Ива́н Андре́евич Таране́нко; en ucraniano: Іван Андрійович Тараненко; 15 de abriljul./ 28 de abril de 1912greg.-4 de marzo de 1995) fue un piloto de combate soviético, as de la aviación y comandante de regimiento que combatió en las filas de la Fuerza Aérea soviética durante la Segunda Guerra Mundial, después de la guerra fue ascendido a teniente general de Aviación (9 de mayo de 1960). 

## Biografía

### Infancia y juventud
Iván Taranenko nació el 28 de abril de 1912, en la pequeña localidad rural de Gubinja en la gobernación de Yekaterinoslav en esa época parte del Imperio ruso, en el seno de una familia de campesinos ucranianos. Después de completar su séptimo grado de escuela, trabajó como carpintero en una fábrica en Dnepropetrovsk y luego como secretario del comité del Komsomol de una planta industrial en Pavlograd antes de ingresar en el Ejército Rojo en agosto de 1933.
En 1934, se graduó en la Escuela de Pilotos de Aviación Militar de Járkov y posteriormente trabajó como instructor y comandante de vuelo en la escuela. Durante la guerra de Invierno de 1939-1940 contra Finlandia, realizó 22 salidas de combate en el biplano Polikarpov I-153 (una versión avanzada del I-15) como comisario de escuadrón en el 149.º Regimiento de Aviación de Cazas, pero no obtuvo victorias aéreas confirmadas.

### Segunda Guerra Mundial
Inmediatamente después del inicio de la invasión alemana de la Unión Soviética en junio de 1941, Taranenko entró en combate, inicialmente como instructor político sénior en el 12.ª Regimiento de Aviación de Cazas. El 28 de junio de 1941, el regimiento entró en combate en el Frente Suroeste. El propio Iván Andreevich recordó más tardeː

Se necesitó mucho esfuerzo para convertir a los cadetes en verdaderos pilotos durante las batallas. En los primeros meses de retiradas y contratiempos, es muy importante inculcar en los jóvenes pilotos la confianza en sus capacidades, en nuestra victoria. Y esto debe hacerse no sólo con palabras. Los cadetes generalmente seguían el ejemplo de aquellos comandantes que mostraban cómo vencer al enemigo.

El 26 de julio de 1941, resultó herido en combate y, cuando se recuperó, fue trasladado al 298.ª Regimiento de Aviación de Cazas, del que pronto se convirtió en comandante. A mediados de noviembre de ese mismo año, ya había realizado un total de 85 salidas de combate y se le atribuyó el derribo de, al menos, un bombardero alemán Junkers Ju 88, aunque un análisis posterior llevó a los historiadores a creer que no derribó con éxito ningún avión enemigo hasta 1943.
Desde mayo de 1942 hasta febrero de 1943 su regimiento se retiró del combate activo para recibir entrenamiento para volar el caza norteamericano Bell P-39 Airacobra. Al mes siguiente, el 13 de marzo de 1943, obtuvo su primera victoria aérea, derribando un Ju-52 al noroeste del península de Tamán. En junio de 1943 fue nominado para el título de Héroe de la Unión Soviética, habiendo sido acreditado con cuatro derribos en solitario y cuatro compartidos. Para entonces, su regimiento ya había superado los 100 aviones enemigos derribados, vio intensos combates en las sangrientas batallas aéreas sobre el Kubán. El 27 de julio de 1943 fue ascendido a comandante de la 294.ª División de Aviación de Cazas y el 2 de septiembre recibió el título de Héroe de la Unión Soviética.
La división del teniente coronel Iván Taranenko participó en la batalla de Kursk, en su memorias escribió:

Las batallas aéreas sobre el campo de batalla fueron feroces, en muchas al mismo tiempo participaron hasta cincuenta o más aviones en ambos lados. No ganamos por números, sino por gran habilidad, utilizando las ventajas de nuestra última tecnología de aviación. Los aviones soviéticos, en particular los cazas, Yakovlev y Lávochkin, eran superiores a los Messerschmitts y Fokkers alemanes en vuelo y rendimiento táctico. A menudo tenía que estar en el puesto de mando avanzado para ver todo lo que sucedía en el aire. Las voces de los pilotos, excitados por la emoción de la batalla, se escuchaban constantemente por los altavoces. El cielo fue rasgado por las huellas de las ametralladoras y los cañones, los aviones se elevaron como una vela, persiguiéndose unos a otros, luego se sumergieron en picado. Cúpulas de paracaídas destellaron sobre las cabezas de los pilotos que dejaron el avión incendiado. La lucha duró desde el amanecer hasta el comienzo de una corta noche de verano.

A principios de julio de 1944, por el excelente desempeño de las misiones de combate del comando y el enorme heroísmo del personal, la 294.ª División de Aviación de Cazas recibió el título honorífico de guardias y pasó a llamarse 13.ª División de Aviación de Cazas de Guardias. A pesar de su alta posición, continuó volando en combate, y se le atribuye el derribo de dos FW 190 en 1945 mientras pilotaba un Yak-3. Al final de la guerra, a Taranenko se le atribuyó la acumulación de 253 salidas, la participación en 54 batallas aéreas y la obtención de seis derribos en solitario y siete compartidos o cuatro en solitario y tres compartidos.

### Posguerra
Después de la guerra Taranenko permaneció en la Fuerza Aérea soviética, y en 1946 se graduó de la formación de oficiales en la Academia de la Fuerza Aérea en Mónino. Luego ocupó una variedad de altos cargos en las fuerzas armadas, se graduó en la Academia Militar del Estado Mayor de las Fuerzas Amadas de la URSS en 1955 y ocupó varios altos cargos antes de retirarse de la fuerza aérea con el rango de teniente general en 1972. Luego trabajó como ingeniero en la Oficina de Diseño Iliushin (en ruso, Авиационный комплекс имени С. В. Ильюшина) de 1973 a 1982.
Poco después del final de la guerra, se casó con Serafima Amosova, una oficial del prestigioso 46.º Regimiento de Aviación de Bombarderos Nocturnos de Guardias, compuesto exclusivamente por mujeres. Murió el 4 de marzo de 1995 en Moscú y sus restos fueron enterrados en el cementerio de Novodévichi de la capital mocovita.

## Condecoraciones
A lo largo de su extensa carrera militar Iván Taranenko recibió las siguientes condecoraciones
- Héroe de la Unión Soviética (N.º 1096; 2 de septiembre de 1943);
- Orden de Lenin, dos veces (2 de septiembre de 1943, 31 de octubre de 1967);
- Orden de la Bandera Roja, cinco veces (4 de marzo de 1940, 12 de febrero de 1942, 23 de julio de1943, 24 de septiembre de 1944, 3 de noviembre de 1953);
- Orden de la Estrella Roja (20 de junio de 1949);
- Orden de la Guerra Patria de 1.er grado, dos veces (2 de mayo de 1943, 11 de marzo de 1985)
- Orden de Alejandro Nevski (28 de abril de 1945);
- Medalla por el Servicio de Combate
- Medalla Conmemorativa por el Centenario del Natalicio de Lenin
- Medalla por la Victoria sobre Alemania en la Gran Guerra Patria 1941-1945 (1945)
- Medalla por la Defensa del Cáucaso
- Medalla por la Conquista de Budapest
- Medalla por la Liberación de Praga
- Medalla Conmemorativa del 20.º Aniversario de la Victoria en la Gran Guerra Patria de 1941-1945
- Medalla Conmemorativa del 30.º Aniversario de la Victoria en la Gran Guerra Patria de 1941-1945
- Medalla Conmemorativa del 40.º Aniversario de la Victoria en la Gran Guerra Patria de 1941-1945
- Medalla Conmemorativa del 50.º Aniversario de la Victoria en la Gran Guerra Patria de 1941-1945
- Medalla de Zhúkov
- Medalla de Veterano de las Fuerzas Armadas de la URSS
- Medalla al Trabajador Veterano
- Medalla del 30.º Aniversario de las Fuerzas Armadas de la URSS
- Medalla del 40.º Aniversario de las Fuerzas Armadas de la URSS
- Medalla del 50.º Aniversario de las Fuerzas Armadas de la URSS
- Medalla del 60.º Aniversario de las Fuerzas Armadas de la URSS
- Medalla del 70.º Aniversario de las Fuerzas Armadas de la URSS